# مایکل چوپرا
مایکل چوپرا (انگلیسی: Michael Chopra؛ زادهٔ ۲۳ دسامبر ۱۹۸۳) یک بازیکن فوتبال اهل بریتانیا است.